# ASV De Dijk
Amsterdamse Sport Vereniging De Dijk is een Nederlandse amateurvoetbalclub uit Amsterdam-Noord in de provincie Noord-Holland. De club is opgericht op 1 juni 1999 na een fusie tussen Rood-Wit A en ASV Schellingwoude. Rood, wit en blauw zijn de clubkleuren. 

## Historie
Rood-Wit A werd op 13 april 1921 opgericht als VVA (Voetbal Vereniging Augustinus) en sloot zich aan bij de katholieke voetbalbond. Bij de fusie van de IVCB met de KNVB werd de naam gewijzigd in RKVVA ter onderscheiding van de bij de KNVB spelende VVA. In 1957 fuseerde RKVVA met de turn- en handbalverenigingen SVA en VDO en de tafeltennisvereniging KK (Katholieke Kring), waarbij de omnisportvereniging de naam RKSV Rood Wit Amsterdam aannam.
ASV Schellingwoude werd op 23 juli 1921 opgericht als VVS (Voetbal Vereniging Schellingwoude). In eerste instantie sloot men zich aan bij de NHVB, maar is 1927 werd overgestapt naar de AVB. Beide waren onderbonden van de KNVB. Bij het 25-jarig jubileum werd een handbal-afdeling opgericht, waarbij de naam werd gewijzigd in Amsterdamse Sportvereniging Schellingwoude.
Op 1 juni 1999 fuseerden beide clubs tot ASV De Dijk. De clubkleuren werden rood-blauw-wit, de nieuwe naam refereert aan de Schellingwouderdijk waar Sportpark Schellingwoude is gevestigd. In 2011 werd het zondagelftal voor de derde keer op rij kampioen, waarbij in drie jaar werd gepromoveerd van de vierde klasse naar de eerste klasse. In het tweede jaar in de eerste klasse (12/13) werd elftal weer kampioen en promoveerde daarmee naar de Hoofdklasse. Na drie seizoenen lukte het om te promoveren naar de Derde divisie.
De club had grote ambities en wilde op termijn het profvoetbal bereiken. In 2017 werd het kampioen van de Derde divisie en steeg het voor het eerst in de geschiedenis naar het hoogste amateurniveau, de Tweede divisie. Na één jaar degradeerde De Dijk. Omdat er een teveel aan zondagclubs in de Derde divisie actief was, bleef de club uit Amsterdam-Noord in de zaterdagafdeling actief. Daarna trok de hoofdsponsor zich terug en ging het bergafwaarts, want er volgde opnieuw een degradatie naar de Hoofdklasse (vanaf 2022 Vierde divisie). Ook daar bleef ASV De Dijk in de zaterdagcompetitie spelen. 
Omdat dit standaardelftal officieel bij de KNVB te boek staat als "zondagploeg", maar uit praktische overwegingen toch op zaterdag speelde, werd in 2022 werd het "officiële" standaardelftal op zaterdag niet meer ingeschreven in de Derde klasse als voorbereiding op het vanaf 2023 ingevoerde weekendvoetbal, waarbij ASV De Dijk op zaterdag in de Vierde divisie zou blijven spelen.
In het seizoen 2022/23 zette het verval door. ASV De Dijk eindigde onderaan met het uitzonderlijk slechte resultaat van vijf punten uit dertig wedstrijden en degradeerde naar de Eerste Klasse.

## Maatschappelijke Ontwikkeling
ASV De Dijk heeft als eerste voetbalvereniging in Amsterdam een aparte bestuurskolom voor "Maatschappelijke Ontwikkeling". Er wordt daarmee expliciet gewerkt aan de positie in de maatschappij als sportvereniging. De Dijk is de eerste (amateur)voetbalvereniging in Nederland die een samenwerking is aangegaan met de John Blankenstein Foundation. Door samenwerking met Right to Play spelen jeugdteams met RtP shirt opdruk. Een deel van de sponsoropbrengsten wordt gegeven aan dit goede doel.
Door actieve samenwerking aan te gaan met sponsors is een impuls gegeven aan de invulling van moderne sponsoring. Deze sponsors gebruiken deze samenwerking als invulling voor maatschappelijk betrokken ondernemen, die vanuit een maatschappelijk verantwoord ondernemen doelstelling is geformuleerd samen met de club.

## ASV De Dijk in de KNVB Beker
Dit schema laat de resultaten zien van De Dijk tegen profclubs in de KNVB Beker.
| Seizoen | Ronde    | Wedstrijd                 | Uitslag  |
| ------- | -------- | ------------------------- | -------- |
| 2014/15 | 2e ronde | De Dijk - Fortuna Sittard | 4-7 n.v. |
| 2016/17 | 1e ronde | De Dijk - Vitesse         | 2-7      |
| 2017/18 | 2e ronde | De Dijk - AFC Ajax        | 1-4      |

## Competitieresultaten 2016–2022 (zaterdag)
| 12 4D |

| 11 4C |

| 1 4C |

| 7 3A |

| -- 3B |

| -- 3B |

| 5 3B |

| Derde klasse | Vierde klasse |

## Competitieresultaten 2000–heden (zondag/zaterdag)
| 9 3C |

| 4 3C |

| 1 4C |

| 3 3B |

| 12 3B |

| 5 3B |

| 4 3B |

| 7 4E |

| 7 4E |

| 1 4E |

| 1 3C |

| 1 2A |

| 7 1A |

| 1 1A |

| 5 A |

| 2 A |

| 2 A |

| 1 |

| 17 |

| 18 |

| -- B |

| -- B |

| 12 B |

| 16 A |

| 9 1A |

| Tweede Divisie | Derde divisie | Hoofdklasse/4e Divisie | Eerste klasse |
| Tweede klasse  | Derde klasse  | Vierde klasse          |               |

### Resultaten Rood-Wit Amsterdam 1958–2000
| 4 3B |

| 9 3B |

| 4 3B |

| 4 3B |

| 5 3B |

| 7 3C |

| 11 3C |

| 9 4E |

| 6 4D |

| 1 4D |

| 1 3B |

| 8 2B |

| 1 2B |

| 7 1A |

| 5 1A |

| 6 1A |

| 5 1A |

| 1 A |

| 11 A |

| 14 A |

| 3 1A |

| 5 1A |

| 6 1A |

| 6 1A |

| 13 1A |

| 1 2A |

| 7 1A |

| 11 1A |

| 2 1A |

| 8 1A |

| 10 1A |

| 12 1A |

| 4 2B |

| 7 2A |

| 3 2B |

| 12 1A |

| 12 2B |

| 4 3C |

| 9 3C |

| 4 4E |

| 3 4E |

| 1 4F |

| Hoofdklasse | Eerste klasse | Tweede klasse | Derde klasse | Vierde klasse |

### Resultaten ASV Schellingwoude 1981–2000
| 9 4D |

| 10 4D |

| 11 4D |

| 5 4D |

| 4 4D |

| 1 4D |

| 12 3B |

| 2 4D |

| 2 4D |

| 2 4E |

| 3 4D |

| 2 4E |

| 1 4E |

| 5 3C |

| 1 3C |

| 12 2B |

| 11 3C |

| 6 4E |

| 4 4F |

| Tweede klasse | Derde klasse | Vierde klasse |

## Erelijst (zondag)
| Nationaal     |    |         |
| Derde divisie | 1× | 2016/17 |
| Eerste klasse | 1× | 2012/13 |
| Tweede klasse | 1× | 2010/11 |
| Derde klasse  | 1× | 2009/10 |
| Vierde klasse | 1× | 2008/09 |

In elke staaf van de grafiek staat van boven naar beneden vermeld: 
- Eindnotering

Dit is de positie die de club heeft bereikt in de competitie, zonder eventuele beslissings-, play-off- of nacompetitiewedstrijden die nodig zijn geweest om bijvoorbeeld de kampioen van de competitie te bepalen.
Indien een * achter het getal staat is de notering een tussenstand en kan het zijn dat de notering niet overeenkomt met de uiteindelijke eindstand van de competitie.
Staat er een - dan is het seizoen nog bezig en is er geen definitieve uitslag bekend.
Staat er xx op de positie van de notering, dan heeft de club vroegtijdig de competitie verlaten. Dit kan onder andere komen door terugtrekking van het team, faillissement van de club of door een uitgedeelde straf van de KNVB. In veel gevallen staat elders in het artikel de reden vermeld.
Staat er een ? dan is het resultaat uit het verleden onbekend, en is alleen de competitie of het niveau bekend van dat seizoen.
In de seizoenen 2019/20 en 2020/21 werd wegens de coronacrisis het amateurvoetbal afgebroken. Daardoor kennen deze staven geen eindklassering (middels -- weergegeven).
- Competitieniveau en afdelingsletter of Officiële eindstand Eredivisie
  - Competitieniveau en afdelingsletter

Hierbij geeft het getal het niveau weer, dat ook terug te vinden is in de legenda. De letter is de afdelingsaanduiding en wordt gebruikt wanneer er meer afdelingen zijn op hetzelfde niveau. De afdelingsletter is altijd een hoofdletter en wordt meestal zonder nummer gebruikt.
Voorbeeld: 2F is niveau 2e klasse competitie F.
Het competitieniveau en nummer wordt niet vermeld wanneer er slechts één competitie van dit niveau was.
  - Officiële eindstand Eredivisie (getal staat tussen haakjes vermeld)

Sinds de introductie van play-offwedstrijden voor Europees voetbal na afloop van de reguliere competitie in 2005/06, is de KNVB verplicht een eindstand van de Eredivisie door te geven aan de UEFA aan de hand van deze play-offwedstrijden.
Bij deze eindstand staan clubs die zich hebben gekwalificeerd voor Europees voetbal hoger dan clubs die zich niet wisten te kwalificeren. Indien er geen verschil was tussen de eindnotering en de officiële eindstand, staat dit getal niet vermeld.

- Onderafdeling

Hier staat afgekort de naam van de onderafdeling indien de club in dat jaar in een onderafdeling uitkwam. Tevens staat deze afkorting in de legenda en wordt gelinkt naar het artikel over deze onderafdeling. Deze afkorting wordt alleen vermeld wanneer de club in het verleden in verschillende onderafdelingen heeft gespeeld. Deze vermelding is in de staaf altijd in kleine letters. Deze onderafdelingen zijn na het seizoen 1995/96 afgeschaft. Heeft de club in slechts één onderafdeling gespeeld, dan is dit alleen terug te vinden in de legenda.
Onder de staaf staat het jaartal vermeld waarin het seizoen is afgesloten. 15 verwijst naar het seizoen 2014/15 of eventueel het seizoen 1914/15.
Wanneer een staaf leeg is, zijn deze gegevens niet bekend. Het kan ook zijn dat de club dat seizoen niet heeft meegespeeld op het hogere amateurniveau, vroegtijdig de competitie heeft verlaten of uit de competitie is gezet.

In het seizoen 1944/45 was er wegens de Tweede Wereldoorlog geen regulier competitievoetbal.

## Bekende (oud-)spelers
Bekende spelers die bij (voorlopers van) De Dijk zijn opgeleid zijn Edgar Davids, Patrick Kluivert, Ruud Krol, Martijn Reuser, Yassin Ayoub, Justin Kluivert , Raymond Baten en Edwin Bakker
Overig spelers zijn Achmed Ahahaoui, Lion Axwijk en Stan Bijl.